# Lutherse Kerk (Kampen)
De Lutherse Kerk is een kerkgebouw aan de Burgwal in de binnenstad van Kampen in de Nederlandse provincie Overijssel. 
Na het afbranden van een oudere lutherse kerk op dezelfde plek in 1841, werd deze kerk in neoklassieke stijl ontworpen door stadsarchitect Nicolaas Plomp.
Het orgel is van de Duits-Nederlandse orgelbouwer C.F.A. Naber.